# فلاديمير ساخاروف
فلاديمير ساخاروف (بالإنجليزية: Vladimir Sakharov)‏ (و. 1948  م) هو لاعب كرة قدم، ومدرب كرة قدم، من الاتحاد السوفيتي، يلعب كمهاجم.

## جوائز
حصل على جوائز منها:
- جائزة سيد الرياضة في الاتحاد السوفيتي  [لغات أخرى]‏.

## روابط خارجية
- فلاديمير ساخاروف على موقع قاعدة بيانات كرة القدم.إي يو (الإنجليزية)
- فلاديمير ساخاروف على موقع ناشيونال فوتبول تيمز (الإنجليزية)